# Permanent University Fund
Il Permanent University Fund (fondo permanente universitario, PUF dall'acronimo inglese) è uno fondo con cui lo Stato del Texas fornisce il sostegno economico alle proprie università. Annualmente i soldi che provengono dal fondo vengono smistati all'AUF (Available University Fund, disponibilità del fondo universitario).

## Storia
L'idea di creare una dotazione permanente venne presa in considerazione già a partire dal 1839, quando nel 1858 venne istituita l'università del Texas la dotazione precedente venne ampliata.
Il secondo presidente della Repubblica del Texas, Mirabeau Lamar istituì il fondo. Nel 1900 il fondo ha accumulato circa 40.000$ arrivando alla fine del 2008 ad un importo pari a 8,8 miliardi di dollari e 2.100.000 ettari di terreni (in un totale di 21 contee).

## Gestione
Viene gestito dalla University of Texas Investment Management Company (acronimo UTIMC), un gruppo senza scopo di lucro, mentre Il consiglio è composto da un totale di 9 persone fra cui tre membri della UT System Board of Regents.